# 沃爾頓鎮區 (堪薩斯州哈維縣)
沃爾頓鎮區（英語：Walton Township）為美國堪薩斯州哈維縣轄下的鎮區。2010年美国人口普查中此鎮區人口有526人。

## 地理
沃爾頓鎮區涵蓋總面積為95.1平方（36.70平方英里），其中陸地面積為95.0平方（36.68平方英里），水域面積為0.052平方（0.02平方英里）或0.05%。海拔高度452（1,483英尺）。

## 人口統計
根據2010年美國人口普查，沃爾頓鎮區人口有526人，其中男性有281人，女性有245人，人口密度為每平方公里5.54人，住房計214戶。鎮區內的白人有502人，非裔美國人有4人，美洲原住民有13人，亞裔美國人有3人，太平洋島裔美國人有0人，其他種族有0人，混血種族則有4人。此外鎮區內有30人為西班牙裔或拉丁裔美國人。此鎮區之年齡中位數為40.5歲，而男性年齡中位數為39.8歲，女性年齡中位數為40.9歲。

## 交通

### 主要公路
- 50號美國國道